# William S. Tubman

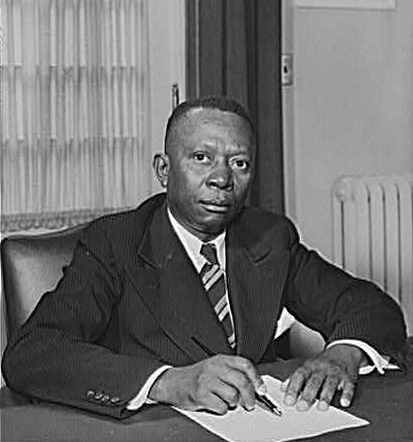
William S. Tubman (1943)

William Vacanarat Shadrach Tubman (* 29. November 1895 in Harper; † 23. Juli 1971 in London) war von 1944 bis 1971 19. Präsident von Liberia.

## Jugend
Tubman wurde in Harper, Maryland County, als Nachfahre freigelassener und repatriierter US-Sklaven geboren. Tubmans Vater, Reverend Alexander Tubman, war General der liberianischen Armee, ehemaliger Vorsitzender des Repräsentantenhauses und Methodistenprediger. Seine Mutter Elizabeth stammte aus Atlanta (Georgia). Er besuchte zunächst die Volksschule in Harper, anschließend das Methodist Cape Palmas Seminary und dann die Harper County High School. Tubman war bis zu seinem Tod Mitglied der Methodistenkirche. Mit 15 Jahren meldete er sich zur Armee und nahm zwischen 1910 und 1917 an mehreren Strafexpeditionen in das von der Regierung in Monrovia nur oberflächlich kontrollierte Hinterland teil.

## Politiker
Später studierte er bei Privatlehrern Jura und wurde Bezirksstaatsanwalt. Er schloss sich der True Whig Party an, die, 1860 als Whig Party gegründet, Liberia bis auf die Zeit von 1871 bis 1878 immer regiert hatte. Wie für Angehörige der von freigelassenen amerikanischen Sklaven abstammenden Oberschicht Liberias üblich, machte er gleichzeitig in Verwaltung und Politik Karriere. 1923 und 1929 wurde er jüngstes Mitglied des zehnköpfigen Senats.
Nach 1930 waren der damalige Präsident Charles D. B. King, sein Vizepräsident Yancy und indirekt auch Tubman als Yancys Anwalt in den Fernando-Po-Skandal um Sklaverei verwickelt, der vom Völkerbund untersucht wurde. Alle traten zurück, Tubman wurde aber 1934 wieder in den Senat gewählt. 1937 bis 1943 war er stellvertretender Vorsitzender des Obersten Gerichtshofes. Mit Hilfe des scheidenden Präsidenten Edwin Barclay wurde er 1944 Präsident.

## Kirchenmann
Seit 1928 wirkte er auch als Laienprediger der Bischöflichen Methodistenkirche. 1944 nahm er als Laiendelegierter an der Generalkonferenz der United Methodist Church in Kansas City teil.

## Präsident

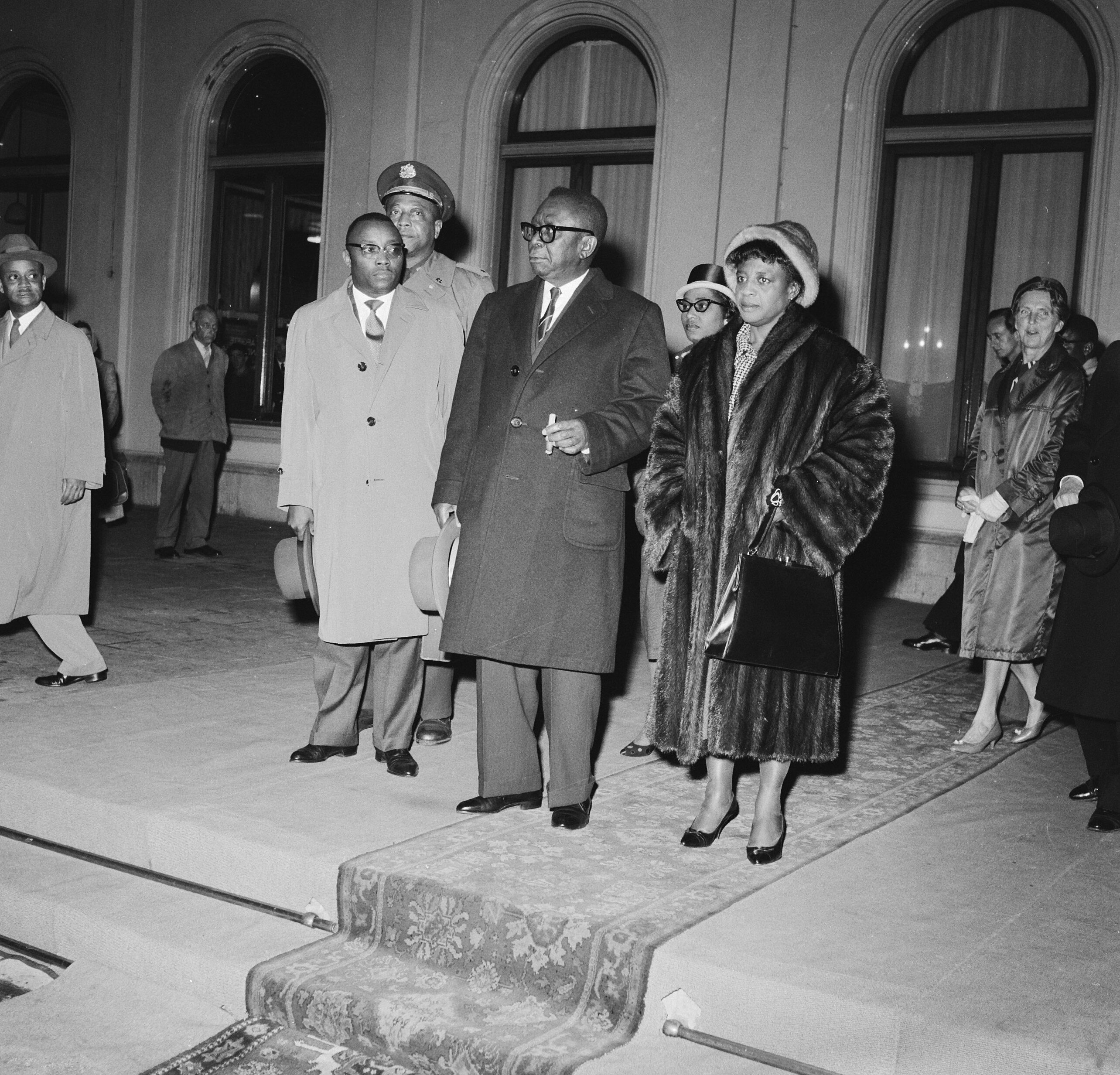
Präsident William S. Tubman und seine Frau in Den Haag (1960)

Als Präsident widmete er sich stärker als seine Vorgänger dem bislang vernachlässigten Hinterland. Die Beschränkung auf zwei Amtszeiten (nach amerikanischem Vorbild) wurde aufgehoben, die zunehmend autoritäre Amtsführung führte in den 1960er Jahren zu sporadischen Unruhen und Putschversuchen.
Während seiner Regierungszeit wurde er in der liberianischen Gesellschaft zu einer umstrittenen Persönlichkeit, von den einen verehrt und den anderen gehasst. Dies lag wohl vor allem daran, dass Liberia sich unter seiner Regierung mehr Veränderungen hatte unterwerfen müssen als im gesamten Jahrhundert davor.
Zu seinen wichtigsten politischen Zielen hatte er die wirtschaftliche Liberalisierung des Landes (Open Door Policy) sowie die Verbesserung der Beziehungen zwischen der indigenen Bevölkerung und den Ameriko-Liberianern, also den Nachfahren amerikanischer Sklaven, die die Oberklasse in Liberia bildeten (National Unification Policy), gemacht. Gerade letzteres hatte schon mancher seiner Vorgänger zu seinem politischen Ziel erklärt. Die Normalisierung der Beziehungen zwischen diesen beiden Bevölkerungsgruppen hatte sich bisher in der liberianischen Geschichte als schwieriges Unterfangen erwiesen.
Seine Regierungszeit dauerte 27 Jahre, womit er das Land länger als jeder andere Präsident vor oder nach ihm regierte. Bei den Präsidentschaftswahlen in den Jahren 1955, 1963 und 1971 erzielte Tubman jeweils Rekordergebnisse um 100 %.

### Wirtschaftspolitik der offenen Tür
Vor allem seine Initiative in der Frage um die Öffnung des Landes für ausländisches Kapital und Investoren machten den Präsidenten zur umstrittenen Figur, zumal er damit eine besonders heikle Thematik angesprochen hatte. Die Streitigkeiten bezüglich der wirtschaftlichen Öffnung Liberias waren nämlich fast so alt wie die Republik selbst. Die Unstimmigkeiten über diese Frage waren bereits vor Tubmans Regierungszeit so groß, dass sie in der Vergangenheit (zumindest als einer von mehreren Gründen) den ersten Staatsstreich in der Geschichte Liberias herbeigeführt hatten, der den Tod des damaligen Präsidenten, Edward J. Roye, zur Folge hatte.
Tubman aber war fest davon überzeugt, dass Liberia sich nicht aus eigener Kraft wirtschaftlich entwickeln würde, weshalb er ein absoluter Fürsprecher der Liberalisierung war, was ihm von seinen Gegnern den Vorwurf einbrachte, er würde das Land an Ausländer verkaufen. Am 22. Juni 1955 verübten sie ein Attentat auf ihn, das er allerdings überlebte.
Aller Kritik zum Trotz konnte sich das Land während seiner Regierung nicht weniger eindrucksvoller wirtschaftlicher Errungenschaften rühmen. Während des Investitionsbooms der 1950er Jahre hatte Liberia nach Japan sogar das stärkste Wirtschaftswachstum weltweit.

#### Beispiel für die Politik der offenen Tür: B. F. Goodrich Company
1954 verhandelte Liberia mit dem amerikanischen Reifenhersteller B. F. Goodrich Company, der eine Konzession für ein Gebiet von etwa 2,5 km2 für 80 Jahre erwerben wollte, um dort eine Kautschuk Plantage zu errichten. Der Vertrag sah vor, Goodrich neben den landwirtschaftlichen Rechten auch das Recht auf Holzeinschlag und die Rechte auf Bergbau zu übertragen. Die Einkommensteuer wurde für 16 Jahre erlassen. Von allen anderen Steuern, Zöllen und Abgaben wurde Goodrich befreit. Die Regierung verpflichtete sich Infrastruktur für Goodrich zur Verfügung zu stellen, die das Unternehmen kostenlos nutzen darf. Außerdem sollte Goodrich Holz, Wasser, Steine, Felsen und andere Materialien auf öffentlichem Land und in einem Umkreis von drei Meilen um das Entwicklungsgebiet und die dazugehörigen Einrichtungen kostenlos nutzen, aber nicht exportieren dürfen. Der Konzessionsvertrag sieht nicht vor, dass die Bewohner der Dreimeilenzone im Voraus über die geplanten künftigen Nutzungen informiert werden. Dörfer, die den Betrieb des Unternehmens behinderten, konnte Goodrich von der Regierung entschädigungslos räumen lassen. 
Von der elfköpfigen Kommission sprachen sich fünf Mitglieder gegen die Schürfrechte aus, zwei gegen das exklusive Recht auf Land- und Forstwirtschaft und zwei gegen die Zollfreiheit. Die Drei-Meilen Zone und insbesondere die Zwangsumsiedlung lehnte nur die Bildungsministerin Ellen Mills Scarbrough ab, weil die Rechte der liberianischen Bürger zu stark einschränkt würden. Trotz dieser Einwände trat der Vertrag im Juli 1954 unverändert in Kraft.

### Folgen seiner Wirtschaftspolitik
Tubman überlebte mehrere Attentate.
Als Tubman starb, hinterließ er das Land mit der größten Handelsflotte und den größten Gummiplantagen der Welt. Das Land war zu Afrikas Hauptexporteur von Eisenerz geworden. Weltweit war Liberia sogar drittstärkster Eisenerzexporteur. Während Tubmans Regierungszeit waren in Liberia mehr als eine Milliarde US-Dollar aus dem Ausland investiert worden. Darin waren die größte Auslandsinvestition Schwedens seit 1945 enthalten, wie auch die bis dahin größte deutsche Investition in Afrika.
Die rasante ökonomische Entwicklung sowie die Ausbildung von immer mehr Menschen hatte in zunehmendem Maße auch politische Kräfte entfesselt, die während mehr als eines Jahrhunderts unterdrückt worden waren. Noch zu Lebzeiten hatte Tubman die Gefahren der neu entstehenden Kräftegegensätze erkannt und bei mehreren Gelegenheiten betont. Nach seinem Tod sollten sich seine Vorhersagen bestätigen: in den achtziger Jahren durch die Regierung von Samuel K. Doe und in den neunziger Jahren durch den grausamen Bürgerkrieg, der das Land erschütterte und der schließlich im Terrorregime des Präsidenten Charles Taylor endete. Diese politischen Entwicklungen zerstörten auch die ökonomischen Fortschritte, die unter Präsident Tubman erreicht worden waren.

## Auszeichnungen (Auswahl)
- 1956: Sonderstufe des Großkreuzes des Verdienstordens der Bundesrepublik Deutschland
- 1956: Großkreuz mit Ordenskette des Verdienstordens der Italienischen Republik
- 1962: Königlicher Seraphinenorden